# 张天爱 (黑龙江)
张天爱（1988年10月28日—），原名张娇，中国女演员，出生于黑龙江省绥化市。2008年，首次拍摄微电影《落樱》。2012年10月，正式开始演艺生涯。2014年，出演抗战剧《二炮手》，凭借“凌织羽”一角获得第2届横店影视文荣奖最佳女配角奖。2015年，主演古装网剧《太子妃升职记》，因饰演太子妃张芃芃而走红。2016年，主演首部电影《从你的全世界路过》，票房破8亿，成为巴黎欧莱雅代言人之一。2017年，主演玄幻武侠剧《武动乾坤》饰演应欢欢；同年主演的喜剧电影《父子雄兵》及奇幻电影《鲛珠传》于暑期档上映，出演了历史影片《建军大业》及古装电影《妖猫传》。2018年主演《愛情進化論》。2024年主演《阿麥從軍》。

## 演艺生涯
张天爱曾在日本留学，学习服装设计，学成后返回中國并在北京电影学院学习，出道6年来只接过几个小配角，期间拍摄不少平面与影像广告。2008年，她首次触电拍摄微电影《落樱》，与韩国演员金秀贤合作。张天爱最初受到部分关注是2014年与孙红雷在电视剧《二炮手》中的对手戏，并凭此角获2届横店影视文荣奖（前身为金牛奖）最佳女配角奖。2015年，张天爱被导演侣皓吉吉相中，挑大梁主演《太子妃升职记》，由于该剧爆炸式的影响力，张天爱亦开始获得大众关注。张天爱随后与邓超合作出演同类型华语片票房纪录保持者的《从你的全世界路过》，也参与了《鲛珠传》、《妖猫传》、《武动乾坤》等影视作品的演出。

## 作品

### 电视剧
| 首播年份 | 剧名                 | 角色        | 备注               |
| 2013年   | 老公的春天           | 服务生      |                    |
| 2013年   | 抹布女也有春天       | 安迪        |                    |
| 2014年   | 怪咖啡               | 朱丽叶      | 网络剧             |
| 2014年   | 二炮手               | 凌织羽      |                    |
| 2015年   | 太子妃升职记         | 张芃芃      | 网络剧             |
| 2016年   | 我的朋友陈白露小姐   | 海棠        | 网络剧             |
| 2018年   | 爱情进化论           | 艾若曼      |                    |
| 2018年   | 武动乾坤之英雄出少年 | 应欢欢      |                    |
| 2018年   | 武动乾坤之冰心在玉壶 | 应欢欢      |                    |
| 2019年   | 鳄鱼与牙签鸟         | 李南恩      |                    |
| 2020年   | 清平乐               | 陳熙春      | 客串               |
| 2020年   | 在一起               | 柳小可      | 單元《生命的拐点》 |
| 2021年   | 我的漂亮朋友         | 刘文靜      |                    |
| 2021年   | 和平之舟             | 路阳        |                    |
| 2021年   | 雪中悍刀行           | 南宮仆射    |                    |
| 2023年   | 最灿烂的我们         | 周然        | 2018年拍攝         |
| 2024年   | 阿麦从军             | 阿麥        | 网络剧             |
| 2024年   | 大话大话西游         | 月光        | 网络短剧           |
| 2025年   | 长安的荔枝           | 十七娘      |                    |
| 待播     | 男人帮·朋友          | 穆天        | 2015年拍攝         |
| 待播     | 广州十三行           |             |                    |
| 待播     | 守护者们             | 洗碧雲/阮青 |                    |
| 待播     | 闪耀的警徽           |             |                    |

### 电影
| 上映年份 | 电影名           | 角色   | 备注         |
| 2006     | 满城尽带黄金甲   | 宮女   | [ 10 ]       |
| 2009     | 落樱             | 张丽娜 | 微电影       |
| 2014     | 胜利             |        | 客串         |
| 2016     | 从你的全世界路过 | 幺鸡   |              |
| 2017     | 父子雄兵         | 刘雯   |              |
| 2017     | 建军大业         | 宋美龄 |              |
| 2017     | 鮫珠傳           | 黑羽   |              |
| 2017     | 妖猫传           | 玉莲   |              |
| 2018     | 泡芙小姐         | 吳索微 | 客串         |
| 2019     | 中国机长         | 黄佳   |              |
| 2021     | 中国医生         | 周岚   |              |
| 2021     | 我和我的父辈     | 大春子 | 單元《乘风》 |
| 2023     | 前任4：英年早婚  | 小艾   | 親情出演     |
| 待上映   | 毕正明的证明     |        |              |
| 待上映   | 阿麦从军         |        |              |
| 待上映   | 森中有林         |        |              |

### 电影配音
| 上映年份 | 电影名         | 角色      | 备注           |
| 2018     | 蜘蛛人：新宇宙 | 關·史黛西 | 中國大陸版配音 |

### 纪录片
- 《我在中国做电影》第1集（被提及，2020年）
- OceanX《深海奇遇 （Deep Sea Holiday）》S2,Ep01～03（科普大使，2020年）
- 《2020年的北漂》第1集（讲述人，2020年）

### 音乐
- 《抒情歌》（MV，仅演出，2012年）
- 《我们之间》（单曲，2016年）
- 《陪你去流浪》（MV，仅演出，2020年）
- 《手足》（合唱单曲，2020年）
- 《伊甸园》(MV，仅演出，2020年)

### 综艺节目
2018年
- 12月31日  北京衛視·黑龍江衛視·河北衛視 《2019環球跨年冰雪盛典》

2019年
- 8月-11月 芒果TV 《哎呀好身材》第一季

2020年
- 1月24～25日 中央广播电视总台《2020年中央广播电视总台春节联欢晚会》
- 5月1日 中国中央电视台综合频道《中国梦·劳动美》
- 5月4日 电影频道 (CCTV-6)《青春诗会·春天里的中国》
- 8月25日 中央广播电视总台《天下有情人·此夕最相思》
- 10月1日 中央广播电视总台《2020年中央广播电视总台中秋晚会》
- 11月10日 江蘇衛視·愛奇藝《2020京东双11直播超级夜》

2021年
- 1月 - 3月 浙江衛視《念念桃花源》
- 5月 - 7月 愛奇藝《姐妹俱樂部》

2022年
- 5月20日 芒果TV《乘風破浪的姐姐第三季》全
- 6月23日  湖南衛視《湖南好有味》
- 11月11日芒果TV《樂隊的海邊》全

2023年
- 1月14日 快手《老鐵聯歡晚會》
- 7月20日 優酷《是好朋友的周末》
- 12月22日 抖音《姐姐妹妹俱樂部2》

## 获奖记录
- 2015-10 第2届横店影视文荣奖最佳女配角奖《二炮手》
- 2016-08 金骨朵网络影视盛典颁奖 网络剧最佳女主角 《太子妃升职记》
- 2016-08 金骨朵网络影视盛典颁奖 微博FANS选择人气剧星 《太子妃升职记》

## 外部連結
- 張天愛的Instagram帳戶
- 張天愛的新浪微博
- 張天愛在互联网电影资料库（IMDb）上的資料（英文）